# Izabela Czajko
Izabela Czajko, po mężu Purta (ur. 11 grudnia 1971 w Białymstoku) – polska lekkoatletka, (sprinterka), wielokrotna mistrzyni Polski.

## Życiorys
Specjalizowała się w biegu na 60 metrów, 100 m, 200 m oraz 400 m. Była zawodniczką Jagiellonii Białystok, podopieczną trenera Jerzego Leszkiewicza.
Reprezentowała Polskę na zawodach Pucharu Europy w lekkoatletyce w 1993 (w Superlidze - 7 miejsce w sztafecie 4 x 100 m), 1994 (w I lidze - 7 miejsce w biegu na 100 m, z czasem 11,62, 4 miejsce w sztafecie 4 x 100 m), 1995 (w superlidze - 8 miejsce w biegu na 100 m, z czasem 11,64, 8 miejsce w biegu na 200 m, z czasem 23,93, 8 miejsce w sztafecie 4 x 100 m) i 1996 (w I lidze - 3 miejsce w sztafecie 4 x 400 m).
Na mistrzostwach Polski seniorów na otwartym stadionie zdobyła siedem medali, w tym trzy złote, dwa srebrne i dwa brązowe: w biegu na 200 m - złoto w 1993 i 1994 oraz srebro w 1995; w biegu na 100 m - złoto w 1994, srebro w 1991 oraz brąz w 1993; w biegu na 400 m - brąz w 1996.
 Zdobywczyni trzech medali na halowych mistrzostwach Polski (srebro w biegu na 200 m w 1995, dwa brązowe medale w biegu na 60 m (1991, 1994).
W latach 1990–1993 pięciokrotna młodzieżowa mistrzyni Polski w biegu na; 100 m (1990, 1992,1993) oraz na 200 m (1991, 1993).
Wielokrotna rekordzistka Regionu Podlaskiego w biegach na; 60, 100, 200, 400 m.
Rekordy życiowe:
| Konkurencja        | Data i miejsce              | Wynik |
| ------------------ | --------------------------- | ----- |
| bieg na 60 metrów  | 23 lutego 1991, Spała       | 7,62  |
| bieg na 100 metrów | 24 czerwca 1995, Lille      | 11,64 |
| bieg na 200 metrów | 24 maja 1993, Kielce        | 23,64 |
| bieg na 400 metrów | 24 września 1995, Białystok | 53,04 |